# Deutsch-marshallische Beziehungen
Die Beziehungen zwischen Deutschland und den Marshallinseln bestehen seit 1991 und werden vom Auswärtigen Amt als „traditionell freundschaftlich und gut“ bezeichnet.

## Geschichte

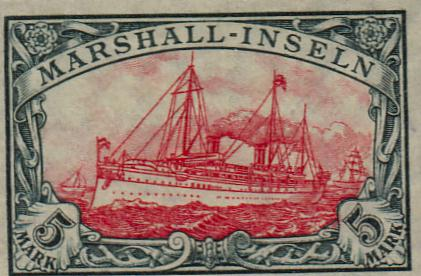
Deutsche Briefmarke der Marshallinseln von 1900

Gegen Ende des 19. und zu Beginn des 20. Jahrhunderts unterlagen die Marshallinseln der Kolonialherrschaft des Deutschen Reiches. Sie fielen zu dieser Zeit unter die deutschen Schutzgebiete in der Südsee und wurden ab 1906 zusammen mit anderen Territorien im Südpazifik als Deutsch-Neuguinea verwaltet. Im Jahr 1914, am Anfang des Ersten Weltkrieges, wurden die Inseln von japanischen Truppen besetzt, was die deutsche Herrschaft beendete.

## Diplomatische Beziehungen
Die Aufnahme diplomatischer Beziehungen zwischen beiden Staaten erfolgte am 23. September 1991. Es existiert allerdings keine deutsche Botschaft auf den Marshallinseln, zuständige Vertretung ist die Deutsche Botschaft Manila auf den Philippinen. Umgekehrt besteht auch keine diplomatische Vertretung der Marshallinseln in Deutschland. Zuständig ist die marshallische Botschaft in New York in den Vereinigten Staaten.
Mitte Juli 2014 nahm Außenminister Tony de Brum am 5. Petersberger Klimadialog in Berlin teil.

## Wirtschaft und Entwicklung
Eine gewisse Bedeutung kommt den wirtschaftlichen Beziehungen innerhalb der Hochseeschifffahrt zu. Von mehr als 1200 auf den Marshallinseln registrierten Schiffen stammen etwa 240 aus Deutschland; dies entspricht etwa einem Fünftel. Für das Jahr 2014 bewegten sich die Ausfuhren Deutschlands im dreistelligen Millionenbereich.
Die Tätigkeitsfelder in der Entwicklungspolitik beziehen sich vor allem auf Kleinstprojekte in der technischen Zusammenarbeit und im Klimaschutz. Weitere Projekte werden mittelbar durch Abgaben an die Europäische Union finanziert.